# 小沢貞孝
小沢 貞孝（小澤、おざわ ていこう、本名:貞孝（さだたか）、1916年〈大正5年〉12月1日 - 2002年〈平成14年〉12月17日）は、日本の政治家。衆議院議員（7期、民社党）。

## 経歴
長野県東筑摩郡笹賀村（現松本市）出身。旧制松本中学、長野工業専門学校（信州大学工学部）を経て1938年に昭和電工に就職。戦後、同社労働組合の活動に参加し、1951年に日本社会党から長野県議会議員選挙に出馬し当選。2期務める。この時の選挙戦では左派社会党と対立する形での出馬だったため、以後左派と対立する局面が続く（その一方で労組の勉強会に向坂逸郎を招くなどしている）。
1958年の衆院選に長野4区から出馬するが左派が推す下平正一と公認を争い、公認を得られぬまま脱党して無所属で出馬。結局、初当選し復党するものの、民主社会党の結成に参加。しかし、1960年の第29回総選挙で落選。一旦、昭和電工に復職したが、政治活動も続けた。
1963年の第30回総選挙では再び落選、1967年の第31回総選挙でも落選するが唐沢俊樹の死去に伴い繰り上げ当選した。1968年、第二水俣病（新潟水俣病）について、古巣の昭和電工の関与を否定する発言をしたため、1969年の第32回総選挙で批判の怪文書を撒かれ、落選（現在は、昭和電工鹿瀬工場が原因と判明している）。1972年の第33回総選挙で返り咲いた。以降も下平、増田甲子七、唐沢俊樹→唐沢俊二郎と強豪がひしめく中で当選と落選を繰り返し、通算7期務める（うち1期は繰り上げ当選）。この間、1985年-1987年に党国会対策委員長を務めた。
1990年の第39回総選挙で落選したのを最後に政界引退した。同年秋の叙勲で勲二等旭日重光章受章。
2002年12月17日、心不全のため松本市の自宅で死去、86歳。死没日をもって正四位に叙される。